# 红素馨
红素馨（学名：Jasminum beesianum）为木犀科素馨属的植物，为中国的特有植物，分布在云南、贵州、四川等地，生长于海拔1,000米至3,600米的地区，常生长在灌丛、草地、山坡以及林中，目前尚未由人工引种栽培。

## 别名
红花茉莉（中国树木分类学） 皱毛红素馨（云南植物志） 小酒瓶花、小铁藤（云南）

## 异名
- Jasminum beesianum Forrest et Diels var. ulotichum Hand.-Mazz.